# Alter jüdischer Friedhof (Gemünden)
Der Alte jüdische Friedhof in Gemünden, einer Ortsgemeinde im Rhein-Hunsrück-Kreis in Rheinland-Pfalz, wurde vermutlich vom 18. bis Mitte des 19. Jahrhunderts belegt. Der jüdische Friedhof liegt am steilen Nordhang des Schlossberges. 1984 waren noch mehrere, 1994 noch ein Grabstein aus dem Jahr 1814 vorhanden. Dieser gut erhaltene Grabstein aus Sandstein steht ca. fünf Meter den Abhang hinunter auf einem einen Meter breiten Absatz dicht an einer Schiefermauer.